# 桑訥菲尤爾足球會
辛迪夫佐特足球會（挪威語：Sandefjord Fotball）是一間位於桑讷菲尤尔的挪威足球球會，於1998年9月10日成立。辛迪夫佐特的主場館位於Sandefjord Arena，在桑讷菲尤尔市內。
辛迪夫佐特在1999年升至挪威足球甲級聯賽角逐，很快就於聯賽中立足並爭取升上挪威足球超級聯賽角逐。在2002年和2003年，辛迪夫佐特以第三名完成，可以參與升班附加賽，但兩次附加賽都落敗。而2004年則以第四名完成，但在2005年則以第二名完成，以證明球隊的成功。他們因此得以直接升班，而令他們今年能於挪威足球超級聯賽角逐。

## 外部連結
- 官方網站 （页面存档备份，存于） （挪威文）
- 官方球迷會網站 （页面存档备份，存于）